# Calosaturnia albofasciata
Calosaturnia albofasciata is een vlinder uit de familie nachtpauwogen (Saturniidae), onderfamilie Saturniinae.
De wetenschappelijke naam van de soort is voor het eerst geldig gepubliceerd door J.W. Johnson in 1938.